# Nuoto ai XIX Giochi del Mediterraneo - Staffetta 4x100 metri misti maschile
La gara della staffetta 4x100 metri misti maschile ai XIX Giochi del Mediterraneo si è svolta il 4 luglio 2022. Al mattino si sono svolte le batterie, mentre la finale si è disputata nel pomeriggio.

## Podio
| Pos. | Nazione | Atleta |
| ---- | ------- | --- |
|      | Italia  | Lorenzo Mora Alessandro Pinzuti Matteo Rivolta Alessandro Bori Matteo Restivo Alessandro Fusco Simone Stefanì Filippo Megli |
|      | Francia | Mathys Chouchaoui Clément Bidard Stanislas Huille Charles Rihoux Christophe Brun Sergueï Comte                              |
|      | Turchia | Berke Saka Berkay Öğretir Ümit Can Güreş Baturalp Ünlü                                                                      |

## Record
Prima della manifestazione il record del mondo (RM) e il record dei Giochi del Mediterraneo (RG) erano i seguenti.
|  | 3'26"78 | Stati Uniti | 1º agosto 2021 Tokyo   |
|  | 3'34"22 | Spagna      | 1º luglio 2009 Pescara |

Durante la competizione non sono stati migliorati record.

## Risultati

### Batterie
| Pos. | Batteria | Corsia | Nazione    | Atleta | Tempo   | Note |
| ---- | -------- | ------ | ---------- | --- | ------- | ---- |
| 1    | 1        | 4      | Turchia    | Berke Saka (56"46) Berkay Öğretir (1'00"17) Ümit Can Güreş (54"33) Baturalp Ünlü (50"19)                           | 3'41"15 | Q    |
| 2    | 2        | 6      | Francia    | Christophe Brun (56"23) Clément Bidard (1'00"95) Sergueï Comte (54"46) Charles Rihoux (49"86)                      | 3'41"50 | Q    |
| 3    | 1        | 6      | Spagna     | Manuel Martos (54"69) Alex Castejón Ramirez (1'02"28) Mario Mollà (55"20) Luis Domínguez (49"68)                   | 3'41"85 | Q    |
| 4    | 2        | 4      | Italia     | Matteo Restivo (56"44) Alessandro Fusco (1'01"90) Simone Stefanì (53"01) Filippo Megli (51"99)                     | 3'43"34 | Q    |
| 5    | 1        | 3      | Slovenia   | Sašo Boškan (55"90) Peter John Stevens (1'02"07) Anže Ferš Eržen (54"45) Primož Šenica Pavletič (51"09)            | 3'43"51 | Q    |
| 6    | 2        | 5      | Grecia     | Georgios Spanoudakis (55"69) Konstantinos Meretsolias (1'03"78) Konstantinos Stamou (54"21) Stergios Bilas (51"26) | 3'44"94 | Q    |
| 7    | 2        | 2      | Portogallo | Francisco Santos (55"53) Francisco Quintas (1'01"96) Diogo RibeiroDiogo Ribeiro (55"00) Miguel Nascimento (54"94)  | 3'47"43 | Q    |
| 8    | 1        | 5      | Algeria    | Abdellah Ardjoune (57"30) Moncef Aymen Balamane (1'02"57) Fares Benzidoun (57"19) Mehdi Nazim Benbara (51"31)      | 3'48"37 | Q    |
| 9    | 2        | 3      | Cipro      | Sofoklis Mougis (58"54) Panayiotis Panaretos (1'03"36) Christos Manoli (59"64) Markos Iakovidis (58"27)            | 3'59"81 |      |

### Finale
| Pos. | Corsia | Nazione    | Atleta | Tempo   | Note |
| ---- | ------ | ---------- | --- | ------- | ---- |
|      | 6      | Italia     | Lorenzo Mora (54"73) Alessandro Pinzuti (1'00"44) Matteo Rivolta (51"56) Alessandro Bori (49"04)                        | 3'35"77 |      |
|      | 5      | Francia    | Mathys Chouchaoui (54"87) Clément Bidard (1'00"46) Stanislas Huille (52"43) Charles Rihoux (48"27)                      | 3'36"03 |      |
|      | 4      | Turchia    | Berke Saka (54"88) Berkay Öğretir (59"28) Ümit Can Güreş (52"18) Baturalp Ünlü (49"95)                                  | 3'36"29 |      |
| 4    | 7      | Grecia     | Eyaggelos Makrygiannis (54"87) Konstantinos Meretsolias (1'00"88) Konstantinos Stamou (52"61) Kristián Goloméev (47"98) | 3'36"34 |      |
| 5    | 1      | Portogallo | João Costa (54"45) Gabriel Lopes (1'01"45) Diogo Ribeiro (52"80) Miguel Nascimento (48"80)                              | 3'37"50 |      |
| 6    | 3      | Spagna     | Manuel Martos (55"17) Alex Castejón Ramirez (1'02"23) Mario Mollà (53"01) Luis Domínguez (49"09)                        | 3'39"50 |      |
| 7    | 2      | Slovenia   | Sašo Boškan (55"57) Peter John Stevens (1'01"20) Anže Ferš Eržen (54"40) Primož Šenica Pavletič (50"21)                 | 3'41"38 |      |
| 8    | 8      | Algeria    | Abdellah Ardjoune (56"16) Moncef Aymen Balamane (1'02"10) Fares Benzidoun (56"76) Mehdi Nazim Benbara (51"23)           | 3'46"25 |      |